# 2011-es Honda Indy 200
A 2011-es Honda Indy 200 volt a 2011-es Izod IndyCar Series szezon tizenegyedik futama. A versenyt 2011. augusztus 7-én rendezték meg az Ohioi Lexington-ban található Mid-Ohio Sports Car Course pályán. A versenyt a Versus közvetítette.

## Nevezési lista
| Csapat                                                                                 | Első pilóta | Első pilóta         | Második pilóta | Második pilóta     | Harmadik pilóta | Harmadik pilóta | Negyedik pilóta | Negyedik pilóta  |
| -------------------------------------------------------------------------------------- | ----------- | ------------------- | -------------- | ------------------ | --------------- | --------------- | --------------- | ---------------- |
| Newman/Haas Racing                                                                     | 2           | Oriol Servià        | 06             | James Hinchcliffe  |                 |                 |                 |                  |
| Team Penske                                                                            | 3           | Hélio Castroneves   | 6              | Ryan Briscoe       | 12              | Will Power      |                 |                  |
| Panther Racing                                                                         | 4           | J. R. Hildebrand    |                |                    |                 |                 |                 |                  |
| KV Racing Technology - Lotus                                                           | 5           | Szató Takuma        | 59             | E. J. Viso         | 82              | Tony Kanaan     |                 |                  |
| Andretti Autosport                                                                     | 7           | Danica Patrick      | 26             | Marco Andretti     | 27              | Mike Conway     | 28              | Ryan Hunter-Reay |
| Target Chip Ganassi Racing                                                             | 9           | Scott Dixon         | 10             | Dario Franchitti   | 38              | Graham Rahal    | 83              | Charlie Kimball  |
| A.J. Foyt Enterprises                                                                  | 14          | Vitor Meira         |                |                    |                 |                 |                 |                  |
| Sam Schmidt Motorsports                                                                | 17          | Martin Plowman      | 77             | Alex Tagliani      |                 |                 |                 |                  |
| Dale Coyne Racing                                                                      | 18          | James Jakes         | 19             | Sebastien Bourdais |                 |                 |                 |                  |
| Dreyer & Reinbold Racing                                                               | 22          | Justin Wilson*      | 24             | Ana Beatriz        |                 |                 |                 |                  |
| Conquest Racing                                                                        | 34          | Sebastian Saavedra  |                |                    |                 |                 |                 |                  |
| Sarah Fisher Racing                                                                    | 67          | Ed Carpenter        |                |                    |                 |                 |                 |                  |
| HVM Racing                                                                             | 78          | Simona de Silvestro |                |                    |                 |                 |                 |                  |
| HIVATALOS NEVEZÉSI LISTA Archiválva 2011. augusztus 7-i dátummal a Wayback Machine-ben |             |                     |                |                    |                 |                 |                 |                  |

- Justin Wilson hátsérülést szenvedett az egyik pénteki szabadedzésen, ezért a hétvége további részében Simon Pagenaud helyettesítette.

## Eredmények

### Időmérő
| Pozíció | #  | Pilóta              | Csapat                       | Egyes csoport | Kettes csoport | Top 12    | Fast 6    |
| ------- | -- | ------------------- | ---------------------------- | ------------- | -------------- | --------- | --------- |
| 1       | 9  | Scott Dixon         | Chip Ganassi Racing          |               | 1:08.1442      | 1:07.8370 | 1:08.0776 |
| 2       | 6  | Ryan Briscoe        | Team Penske                  |               | 1:08.6582      | 1:08.4324 | 1:08.3359 |
| 3       | 10 | Dario Franchitti    | Chip Ganassi Racing          |               | 1:08.4117      | 1:08.1540 | 1:08.4016 |
| 4       | 12 | Will Power          | Team Penske                  | 1:08.7105     |                | 1:08.3851 | 1:08.4212 |
| 5       | 28 | Ryan Hunter-Reay    | Andretti Autosport           | 1:08.6969     |                | 1:08.1706 | 1:08.5796 |
| 6       | 38 | Graham Rahal        | Chip Ganassi Racing          |               | 1:08.6175      | 1:08.2534 | 1:08.7423 |
| 7       | 06 | James Hinchcliffe   | Newman/Haas Racing           | 1:09.1473     |                | 1:08.7701 |           |
| 8       | 77 | Alex Tagliani       | Sam Schmidt Motorsports      | 1:09.3403     |                | 1:08.8412 |           |
| 9       | 5  | Szató Takuma        | KV Racing Technology - Lotus |               | 1:08.8647      | 1:08.8653 |           |
| 10      | 83 | Charlie Kimball     | Chip Ganassi Racing          | 1:09.0492     |                | 1:08.8665 |           |
| 11      | 19 | Sebastien Bourdais  | Dale Coyne Racing            | 1:09.2547     |                | 1:08.9115 |           |
| 12      | 59 | E. J. Viso          | KV Racing Technology - Lotus |               | 1:09.1943      | 1:08.9427 |           |
| 13      | 4  | J. R. Hildebrand    | Panther Racing               | 1:09.4161     |                |           |           |
| 14      | 78 | Simona de Silvestro | HVM Racing                   |               | 1:09.3009      |           |           |
| 15      | 3  | Hélio Castroneves   | Team Penske                  |               | 1:09.4369      |           |           |
| 16      | 82 | Tony Kanaan         | KV Racing Technology - Lotus |               | 1:09.3013      |           |           |
| 17      | 27 | Mike Conway         | Andretti Autosport           | 1:09.4904     |                |           |           |
| 18      | 2  | Oriol Servià        | Newman/Haas Racing           |               | 1:09.4935      |           |           |
| 19      | 26 | Marco Andretti      | Andretti Autosport           | 1:19.6204     |                |           |           |
| 20      | 14 | Vitor Meira         | A. J. Foyt Enterprises       |               | 1:09.6061      |           |           |
| 21      | 22 | Simon Pagenaud      | Dreyer & Reinbold Racing     |               | 1:09.3851      |           |           |
| 22      | 34 | Sebastian Saavedra  | Conquest Racing              |               | 1:09.7105      |           |           |
| 23      | 7  | Danica Patrick      | Andretti Autosport           | 1:10.2166     |                |           |           |
| 24      | 18 | James Jakes         | Dale Coyne Racing            |               | 1:09.8061      |           |           |
| 25      | 24 | Ana Beatriz         | Dreyer & Reinbold Racing     | 1:10.4537     |                |           |           |
| 26      | 17 | Martin Plowman      | Sam Schmidt Motorsports      |               | 1:10.2533      |           |           |
| 27      | 67 | Ed Carpenter        | Sarah Fisher Racing          |               | 1:12.3720      |           |           |

## Rajtfelállás
| Rajtsor | Belső ív | Belső ív           | Külső ív | Külső ív            |
| ------- | -------- | ------------------ | -------- | ------------------- |
| 1       | 9        | Scott Dixon        | 6        | Ryan Briscoe        |
| 2       | 10       | Dario Franchitti   | 12       | Will Power          |
| 3       | 28       | Ryan Hunter-Reay   | 38       | Graham Rahal        |
| 4       | 06       | James Hinchcliffe  | 77       | Alex Tagliani       |
| 5       | 5        | Szató Takuma       | 83       | Charlie Kimball     |
| 6       | 19       | Sebastien Bourdais | 59       | E. J. Viso          |
| 7       | 4        | J. R. Hildebrand   | 78       | Simona de Silvestro |
| 8       | 3        | Hélio Castroneves  | 82       | Tony Kanaan         |
| 9       | 27       | Mike Conway        | 26       | Marco Andretti      |
| 10      | 2        | Oriol Servià       | 14       | Vitor Meira         |
| 11      | 22       | Simon Pagenaud     | 34       | Sebastian Saavedra  |
| 12      | 7        | Danica Patrick     | 18       | James Jakes         |
| 13      | 24       | Ana Beatriz        | 17       | Martin Plowman      |
| 14      | 67       | Ed Carpenter       |          |                     |

### Verseny
| Pozíció               | #  | Pilóta              | Csapat                       | Futott kör | Idő/Kiesés oka | Rajthely | Élen töltött körök száma | Pont |
| --------------------- | -- | ------------------- | ---------------------------- | ---------- | -------------- | -------- | ------------------------ | ---- |
| 1.                    | 9  | Scott Dixon         | Chip Ganassi Racing          | 85         | 1:48:46.9509   | 1        | 53                       | 53   |
| 2.                    | 10 | Dario Franchitti    | Chip Ganassi Racing          | 85         | +7.6508        | 3        | 4                        | 40   |
| 3.                    | 28 | Ryan Hunter-Reay    | Andretti Autosport           | 85         | +9.0784        | 5        | 0                        | 35   |
| 4.                    | 5  | Szató Takuma        | KV Racing Technology - Lotus | 85         | +12.3062       | 9        | 0                        | 32   |
| 5.                    | 82 | Tony Kanaan         | KV Racing Technology - Lotus | 85         | +19.9748       | 16       | 0                        | 30   |
| 6.                    | 77 | Alex Tagliani       | Sam Schmidt Motorsports      | 85         | +20.6267       | 8        | 0                        | 28   |
| 7.                    | 26 | Marco Andretti      | Andretti Autosport           | 85         | +20.9094       | 19       | 0                        | 26   |
| 8.                    | 2  | Oriol Servià        | Newman/Haas Racing           | 85         | +23.0252       | 20       | 0                        | 24   |
| 9.                    | 19 | Sebastien Bourdais  | Dale Coyne Racing            | 85         | +23.6411       | 11       | 0                        | 22   |
| 10.                   | 14 | Vitor Meira         | A.J. Foyt Enterprises        | 85         | +26.2582       | 21       | 0                        | 20   |
| 11.                   | 83 | Charlie Kimball     | Chip Ganassi Racing          | 85         | +27.4552       | 10       | 0                        | 19   |
| 12.                   | 78 | Simona de Silvestro | HVM Racing                   | 85         | +29.0438       | 14       | 0                        | 18   |
| 13.                   | 22 | Simon Pagenaud      | Dreyer & Reinbold Racing     | 85         | +29.7880       | 18       | 0                        | 17   |
| 14.                   | 12 | Will Power          | Team Penske                  | 85         | +42.5675       | 4        | 2                        | 16   |
| 15.                   | 59 | E. J. Viso          | KV Racing Technology - Lotus | 85         | +45.3255       | 12       | 0                        | 15   |
| 16.                   | 6  | Ryan Briscoe        | Team Penske                  | 85         | +45.7141       | 2        | 0                        | 14   |
| 17.                   | 24 | Ana Beatriz         | Dreyer & Reinbold Racing     | 85         | +47.0943       | 25       | 0                        | 13   |
| 18.                   | 17 | Martin Plowman      | Sam Schmidt Motorsports      | 85         | +48.3700       | 26       | 0                        | 12   |
| 19.                   | 3  | Hélio Castroneves   | Team Penske                  | 85         | +48.8679       | 15       | 0                        | 12   |
| 20.                   | 06 | James Hinchcliffe   | Newman/Haas Racing           | 85         | +49.4093       | 7        | 26                       | 12   |
| 21.                   | 7  | Danica Patrick      | Andretti Autosport           | 85         | +59.9851       | 23       | 3                        | 12   |
| 22.                   | 67 | Ed Carpenter        | Sarah Fisher Racing          | 85         | +1:09.2913     | 27       | 0                        | 12   |
| 23.                   | 18 | James Jakes         | Dale Coyne Racing            | 85         | +1:09.5303     | 24       | 0                        | 12   |
| 24.                   | 38 | Graham Rahal        | Chip Ganassi Racing          | 83         | +2 Kör         | 6        | 0                        | 12   |
| 25.                   | 4  | J. R. Hildebrand    | Panther Racing               | 81         | +4 Kör         | 13       | 0                        | 10   |
| 26.                   | 27 | Mike Conway         | Andretti Autosport           | 63         | Kipufogó       | 17       | 0                        | 10   |
| 27.                   | 34 | Sebastian Saavedra  | Conquest Racing              | 20         | Baleset        | 22       | 0                        | 10   |
| HIVATALOS VÉGEREDMÉNY |    |                     |                              |            |                |          |                          |      |

### Verseny statisztikák
A verseny alatt 8-szor változott az élen álló személye 5 versenyző között.
| Változás az élen | Változás az élen  |
| Kör              | Élen              |
| ---------------- | ----------------- |
| 24               | Danica Patrick    |
| 27               | James Hinchcliffe |
| 53               | Scott Dixon       |
| 55               | Dario Franchitti  |
| 57               | Will Power        |
| 59               | Dario Franchitti  |
| 61               | Scott Dixon       |

| Élen töltött körök száma | Élen töltött körök száma |
| Körök                    | Versenyző                |
| ------------------------ | ------------------------ |
| 50                       | Scott Dixon              |
| 26                       | James Hinchcliffe        |
| 4                        | Dario Franchitti         |
| 3                        | Danica Patrick           |

| Sárga zászlók: 2 alkalommal összesen 8 körön át | Sárga zászlók: 2 alkalommal összesen 8 körön át |
| Körök                                           | Ok                                              |
| ----------------------------------------------- | ----------------------------------------------- |
| 22-26                                           | #34-es autó balesete a 2-es kanyarban           |
| 57-59                                           | #7-es és #38-as autó balesete a 2-es kanyarban  |

## Bajnokság állása a verseny után
Pilóták bajnoki állása
| Pozíció | Pilóta           | Pontok |
| ------- | ---------------- | ------ |
| 1       | Dario Franchitti | 428    |
| 2       | Will Power       | 366    |
| 3       | Scott Dixon      | 335    |
| 4       | Tony Kanaan      | 283    |
| 5       | Oriol Servià     | 270    |